# Tatiana Pavlova (compositrice)
Tatiana Pavlova (Mosca, 4 giugno 1963) è una pianista e compositrice russa.

## Biografia
Tatiana Pavlova nasce a Mosca il 4 giugno 1963. Viene avviata agli studi musicali dai genitori, alla tenera età di tre anni. Dall'età di cinque fino a ventiquattro anni frequenta la Scuola e Istituto Superiore di Musica di Gnessin a Mosca, con i maestri D. Magratchova e Y. Petrov, ottenendo sia la laurea sia il master con lode. Si perfeziona con D. Paperno e Paul Badura-Skoda. Si laurea ugualmente con lode in oboe, e studia il clavicembalo e l'organo.
Risiede per anni in Colombia, dove insegna presso l'Università Nazionale della Colombia (Bogotà), per poi girare il mondo tenendo concerti, soprattutto in Portogallo e in Italia.
È vincitrice di premi e di concorsi nazionali e internazionali, sia di interpretazione sia di composizione, tra i quali: Concorso di improvvisazione di Vilnius (Lituania), Maria Canals e Concorso di Piano di Santader (Spagna); Bogotá una ciudad que sueña (Colombia); Da Cidade do Porto (Portogallo);Premio Internazionale Astor Piazzolla (Italia); e Haverhill Sinfonia Soloist Competition (Gran Bretagna). Partecipa a diversi festival internazionali e tiene concerti in importanti teatri e sale da concerto del Mondo, come la Großer Saal del Mozarteum (Salisburgo), il Teatro de São Carlos (Madrid) e il Teatro Regio di Torino.
Nel 2000 è pianista ufficiale del Concorso Internazionale Maria Callas (organizzato dalla RAI- Radiotelevisione italiana), accompagnando oltre 700 cantanti.
Parallelamente alla sua attività artistica, insegna pianoforte presso conservatori e università in Europa e America Latina ed è membro di giurie di concorsi internazionali.
Nel 1998 per merito del suo contributo artistico le è stata conferita la cittadinanza portoghese.
Attualmente vive in Italia. Sta lavorando a due progetti discografici: il II volume dell'opera omnia per pianoforte solo di Sergej Rachmaninov ed un CD con le proprie composizioni. Inoltre collabora con la scrittrice Dacia Maraini, come pianista e compositrice per i suoi spettacoli teatrali.

## Stile
Tatiana Pavlova inizia la sua carriera più che ventennale come interprete dei grandi pianisti russi e europei, uno su tutti, il grande Sergej Rachmaninov. Si interessa inoltre alla musica tradizionale portoghese, registrando l'album: "Antologia di cinque secoli di Musica Portoghese". Durante il periodo in cui vive in Colombia inizia la sua attività come compositrice, incide infatti gli album: Joaninha da Ternura, El abrazo de la luz ed Equinoccio. La musica di quest'ultimo è utilizzata nell'omonimo spettacolo di danza, poesia e musica. Inoltre dopo quattro anni di spettacoli musicali dedicati ai bambini, insieme alla cantante Marta Senn, nel 2001 esce il disco Cajita de Musica. Attualmente sta lavorando a un nuovo album. Per quanto riguarda lo stile compositivo, i suoi lavori originali spaziano dal minimalismo a una più classica impostazione romantica e sono influenzati sia dalla cultura musicale russa che da quella europea in generale.

## Discografia
- 1995 – Antologia Cinco Séculos de Música Portuguesa (Numérica)
- 1997 – Joaninha da Ternura (Numérica)
- 1997 – El abrazo de la luz (MTM)
- 2000 – Equinoccio (Gobernación del Atlántico)
- 2001 – Cajita de Musica (Fundación Opera Studio)
- 2003 – Sergei Rachmaninov (Spirit S. e D.)
- 2005 – Sergei Rachmaninoff Complete Works for Solo Piano" (Vol.I, doppio CD) (Numérica)
- 2006 – Wolfgang Amadeus Mozart Sonates pour violon et piano KV 296, 304, 378 et 526 (BNL)
- 2006 – Musica in concerto Omaggio a Mozart (Associazione di cultura musicale “Maurizio Vico” in collaborazione con Teatro Regio di Torino)